# Alice Oseman
Alice May Oseman, född 16 oktober 1994, är en brittisk författare av ungdomslitteratur.  Hon skrev under publiceringsavtalet för sin första bok när hon var 17 år och  romanen Solitaire gavs ut 2014. Oseman har också skrivit böckerna Radio Silence, I Was Born for This och Loveless. Osemans Heartstopper var från början en webbserie men har även getts ut som serieroman och 2022 kom även en TV-serie på Netflix som är baserad på serien. Osemans romaner fokuserar på samtida tonårsliv i Storbritannien och har tilldelats priserna Inky Awards och United By Pop Awards.

## Uppväxt och utbildning
Alice Oseman använder hon/hen som sina personliga pronomen. Oseman föddes i Chatham och växte upp i en by utanför Rochester med sin lillebror William. Hon har en kandidatexamen i engelsk litteratur från Durham University.

## Karriär
Osemans debutroman Solitaire publicerades av HarperCollins 2014 efter olika bud från flera förlag. Den handlar om Tori Spring, en pessimistisk tonåring, som möter Michael, sin motpol, som är en otrolig optimist. De försöker ta reda på vem som ligger bakom rackartygen i deras skola, som blir mer allvarliga under romanens gång. Boken handlar också om Toris bror Charlie som har en svår ätstörning. Temat utforskas vidare i Osemans webbserie Heartstopper. Romanen tar upp teman som vänskap, psykisk ohälsa, ätstörningar och HBTQ-relationer.
Oseman har skapat webbserien Heartstopper som följer kärleksrelationen mellan Charlie Spring (bror till Tori Spring) och Nick Nelson, som båda är romanfigurer i Solitaire. Volym ett publicerades i oktober 2018, volym två i juli 2019, volym tre i februari 2020 och volym fyra i maj 2021.
I juli 2020 publicerade Oseman Loveless, en roman för unga vuxna som är baserad på hennes egna erfarenheter av att gå på universitetet.

## Bearbetningar
År 2021 beställde Netflix en TV-version av Heartstopper, med manus av Oseman och regi av Euros Lyn. Kit Connor och Joe Locke spelade rollerna som Nick respektive Charlie. Den hade premiär den 22 april 2022.